# Temu
Temu je kineska internetska trgovina poduzeća PDD Holdings koja se specijalizirala za prodaju širokog spektra proizvoda, uključujući odjeću, elektroniku, kućne potrepštine i kozmetiku. Platforma je postala popularna zahvaljujući niskim cijenama i čestim promotivnim akcijama čime je privukla kupce iz cijelog svijeta.
Trgovina omogućava izravnu vezu između proizvođača i potrošača, često skraćujući vrijeme isporuke i smanjujući troškove. Također je poznata po mobilnoj aplikaciji koja pruža jednostavno korisničko iskustvo i omogućava korisnicima lako pretraživanje i kupovinu proizvoda.

## Unutarnje poveznice
- eBay
- Amazon
- AliExpress
- Shein

## Vanjske poveznice
- Službena stranica